# پتیگرو (آرکانزاس)
پتیگرو (به انگلیسی: Pettigrew) یک منطقهٔ مسکونی در ایالات متحده آمریکا است که در شهرستان مدیسون، آرکانزاس واقع شده‌است. پتیگرو ۵۵۸٫۱ متر بالاتر از سطح دریا واقع شده‌است.